# لیتل ریور (کالیفرنیا)
لیتل ریور (به انگلیسی: Little River) یک منطقهٔ مسکونی در ایالات متحده آمریکا است که در شهرستان مندوسینو، کالیفرنیا واقع شده‌است. لیتل ریور ۴٫۳۳۲ کیلومتر مربع مساحت و ۱۱۷ نفر جمعیت دارد و ۲۰ متر بالاتر از سطح دریا واقع شده‌است.